# CBL-Mariner
CBL-Mariner (donde CBL significa Common Base Linux) es una distribución de Linux libre y de código abierto desarrollada por Microsoft. Es el sistema operativo contenedor base para los servicios de Microsoft Azure y el componente gráfico de WSL 2.

## Descripción general
CBL-Mariner está siendo desarrollado por Linux Systems Group en Microsoft para sus servicios de red perimetrales y como parte de su infraestructura en la nube. La empresa lo usa como Linux base para contenedores en la implementación de Azure Stack HCI de Azure Kubernetes Service. Microsoft también usa CBL-Mariner en Azure IoT Edge para ejecutar cargas de trabajo de Linux en Windows IoT y como distribución de back-end para alojar el compositor Weston para WSLg.
En un enfoque similar a Fedora CoreOS, CBL-Mariner solo tiene los paquetes básicos necesarios para admitir y ejecutar contenedores. Las herramientas comunes de Linux se utilizan para agregar paquetes y administrar las actualizaciones de seguridad. Las actualizaciones se ofrecen como paquetes RPM o como imágenes de disco completas que se pueden implementar según sea necesario. El uso de RPM permite agregar paquetes personalizados a una imagen base de CBL-Mariner para admitir funciones y servicios adicionales según sea necesario. Las características notables incluyen un firewall basado en iptables, soporte para actualizaciones firmadas y un núcleo reforzado.
Microsoft lanzó el sistema operativo en 2020. Su código fuente está disponible en GitHub, principalmente bajo Licencia MIT, con algunos componentes bajo la licencia Photon, la Licencia Apache v2, GPLv2 y LGPLv2.1.  La construcción de 
CBL-Mariner requiere el lenguaje de programación Go, las utilidades QEMU y RPM.